# Smedjebacken
Smedjebacken este localitate din Comuna Smedjebacken, Dalarnas län, Suedia, cu 5.100 de locuitori (2010).
Smedjebacken este reședința comunei omonime și este situat lângă lacul Barken, cu o suprafață de 34 km².

## Demografie
| \| Evoluția demografică a zonei urbane Smedjebacken, 1970–2015 \| Evoluția demografică a zonei urbane Smedjebacken, 1970–2015 \| Evoluția demografică a zonei urbane Smedjebacken, 1970–2015 \| Evoluția demografică a zonei urbane Smedjebacken, 1970–2015 \| Evoluția demografică a zonei urbane Smedjebacken, 1970–2015 \| \| --------------------------------------------------------------------------------------- \| ----------------------------------------------------------- \| ----------------------------------------------------------- \| ----------------------------------------------------------- \| ----------------------------------------------------------- \| \| An \| \| \| Locuitori \| \| \| 1970 \| 1970 \| \| 8.395 \| 8.395 \| \| 1975 \| 1975 \| \| 8.418 \| 8.418 \| \| 1980 \| 1980 \| \| 8.020 \| 8.020 \| \| 1990 \| 1990 \| \| 7.286 \| 7.286 \| \| 1995 \| 1995 \| \| 6.657 \| 6.657 \| \| 2000 \| 2000 \| \| 5.660 \| 5.660 \| \| 2005 \| 2005 \| \| 5.121 \| 5.121 \| \| 2010 \| 2010 \| \| 5.100 \| 5.100 \| \| 2015 \| 2015 \| \| 5.258 \| 5.258 \| \| Sursa: SCB - Statistika Centralbyrån, Folkmängden per tätort. Vart femte år 1960 - 2016 \| \| \| \| \| |      |  |           |       |
| Evoluția demografică a zonei urbane Smedjebacken, 1970–2015 |      |  |           |       |
| An |      |  | Locuitori |       |
| 1970 | 1970 |  | 8.395     | 8.395 |
| 1975 | 1975 |  | 8.418     | 8.418 |
| 1980 | 1980 |  | 8.020     | 8.020 |
| 1990 | 1990 |  | 7.286     | 7.286 |
| 1995 | 1995 |  | 6.657     | 6.657 |
| 2000 | 2000 |  | 5.660     | 5.660 |
| 2005 | 2005 |  | 5.121     | 5.121 |
| 2010 | 2010 |  | 5.100     | 5.100 |
| 2015 | 2015 |  | 5.258     | 5.258 |
| Sursa: SCB - Statistika Centralbyrån, Folkmängden per tätort. Vart femte år 1960 - 2016 |      |  |           |       |

## Personalități
- Karl Edvard Laman, misionar și etnograf suedez

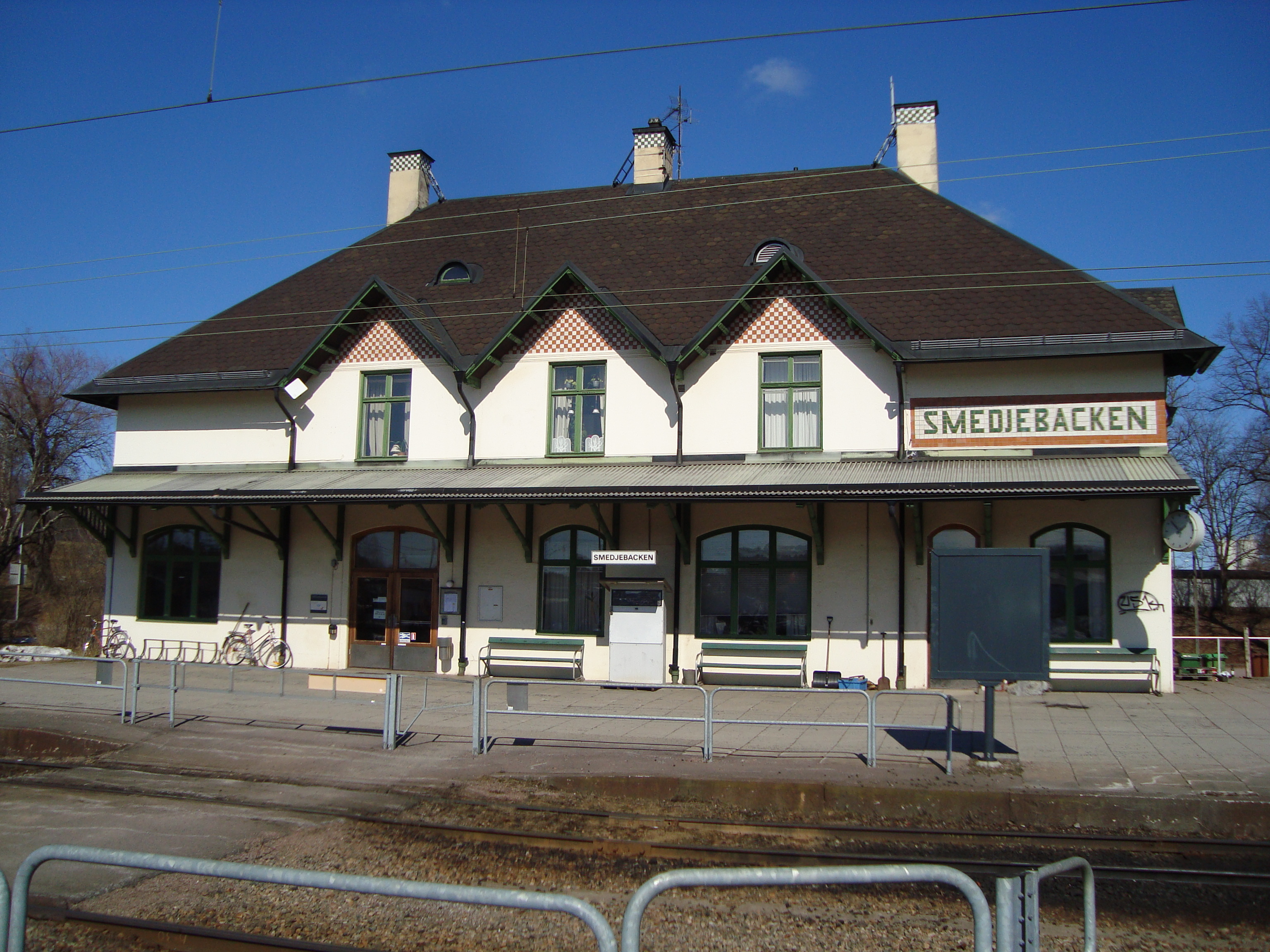
Stația de cale ferată din Smedjebacken

## Sport
În Smedjebacken activează clubul sportiv Smedjebackens FK.